# Вагнер, Виктор Владимирович
Ви́ктор Влади́мирович Ва́гнер (4 ноября 1908 года, Саратов, Российская империя — 15 августа 1981 года, Брест, СССР) — советский математик, работавший в области дифференциальной геометрии и общей алгебры. Заслуженный деятель науки РСФСР.

## Биография
Родился в Саратове в семье служащих. В 1927 году окончил Балашовский педагогический техникум и некоторое время работал школьным учителем. В 1930 году, выучив практически всю необходимую математику и физику самостоятельно, получил допуск на итоговые экзамены физико-математического факультета МГУ, успешно их сдал и получил диплом.
Учился в аспирантуре НИИ математики МГУ. Первоначально собирался написать диссертацию по теории относительности под руководством И. Е. Тамма. Однако в эти годы в СССР теория относительности считалась псевдонаукой и Тамму не было позволено принимать диссертации по этой теме. Тамм посоветовал Вагнеру перейти под руководство В. Ф. Кагана и изучать дифференциальную геометрию. Вагнер последовал его совету, и в 1935 году представил к защите диссертацию по дифференциальной геометрии неголономных многообразий, после чего ему была присуждена сразу степень доктора наук. После этого он перешёл в Саратовский университет, где основал кафедру геометрии и возглавлял её до ухода на пенсию в 1978 году.

## Научные работы
Первые работы Вагнера были посвящены теории кривизны неголономных многообразий и приложениям этой теории к решению конкретных задач теоретической механики. За этот цикл работ в 1937 году ему была присуждена международная премия имени Н. И. Лобачевского. В 1943—52 годах Вагнер занимался разработкой геометрических методов изучения различных вариационных задач, а позднее — общей теорией связностей в т. н. «составных многообразиях».
Примерно с 1950 года он начал публиковать также работы по алгебре. При рассмотрении частных взаимно-однозначных преобразований множеств (то есть функций из множества в себя, определённых не всюду, но биективных на области определения) он обратил внимание на то, что композиция таких преобразований является частным случаем умножения бинарных отношений. Также он обнаружил, что если добавить к рассмотрению «пустое преобразование», то операция композиции становится всюду определённой и ассоциативной, то есть превращает множество в полугруппу. В 1951 году Вагнер доказал, что получаемые таким образом полугруппы — это в точности регулярные полугруппы с коммутирующими идемпотентами. Он называл эти структуры «обобщёнными группами», но в 1954 году его результаты были переоткрыты Гордоном Престоном, который назвал их обратными полугруппами. В 60-е годы Вагнер перешёл к изучению других алгебраических структур, важных для оснований дифференциальной геометрии (таких как груды, грудоиды и обобщённые грудоиды).
Под его руководством учёные степени получили более 40 человек.